# Зарија Јовановић
Зарија Јовновић Чича (Чуруг, 1811 - Беч, 6. новембар 1850) био је народни пуковник и граничарски официр, чије ће се име прославити бурне 1848. године у време српско-мађарског рата.

## Биографија
Зарија је по завршеној школи ступио у војску и постао граничарски официр. Врло се брзо прочуо као поуздан и добар војник. Након Мајске скупштине када су се многи Срби у Аустрији латили оружја, међу њима је био и Зарија. Он се превезао чамцем преко Дунава и на Јарку, недалеко од Сентомаша (данас Србобран), је поставио логор, са још осам стотина других војника. Са њима и уз помоћ људи из Шајкаша набавио је осам малих топова и џебану. У Срему су већ чекале његове припремљене чете, а први циљ им је био да побуне шајкашки крај, како би из тителске оружнице узео потребну војну опрему, што му је и  пошло за руком. Његов логор је био стабилан, а акције успешне што је морално подизало српске побуњенике. Пришло му је много људи, са којима је пошао на Жабаљ, заробио противнике Покрета и послао их Главном одбору у Карловце.  Главни одбор, изабран на Мајској скупштини, именовао га је за народног пуковника и команданта српске војске на Јарку, те је у народном сећању остао упамћен као "војвода на Јарку". Заузео је село Јарак и учествовао заједно са Ђорђем Стратимировићем у нападима на Темерин.
У ратовању је изгубио сву имовину, па се 1850. године упутио у Беч да испослује право на пензију, како би себи обезбедио егзистенцију. Тамо се и разболео, али како није имао новца за лечење убрзо је и умро. Када су Срби у Бечу за ово сазнали приредили су му свечану сахрану и опело. На сахрани су говорили неки од учесника у догађајима из 1848. године. У Бечу су му Срби подигли и споменик.